# Serp i molot
Serp i molot (russisk: Серп и молот) er en russisk stumfilm fra 1921 af Vladimir Gardin.

## Medvirkende
- Aleksandr Gromov som Ivan Gorbov
- Anatolij Gortjilin som Pjotr
- N. Zubova som Agasja
- Vsevolod Pudovkin som Andrej
- Sergej Komarov